# Société de transports d'énergie des Alpes
La Société de transports d'énergie des Alpes fut la première entreprise d'interconnexion électrique dédiée de France, ouverte aux autres producteurs électriques.

## Histoire
La STEDA s'est constituée en 1920, avec un capital de 2 millions de francs, « en vue de centraliser et de répartir l'énergie électrique venant des Alpes, dans la région lyonnaise et stéphanoise ». Parmi ses fondateurs, à côté de sociétés alpines et lyonnaises, on trouve aussi la Compagnie électrique de la Loire et du Centre et la société de Paul Girod. Ses participants restent indépendants les uns des autres. L'État a souhaité y associer les principaux producteurs et distributeurs de la région, par la loi du 19 juillet 1922 sur les distributions d'énergie, qui autorise les groupements des producteurs et des distributeurs d'une même région en vue de construire et d'exploiter un réseau de lignes de transport à haute tension et leur reconnaît le monopole dans leur zone d'action tout fixant, en échange, les tarifs maxima de péage qui peuvent être perçus des usagers.
Une convention est ainsi passée le 18 décembre 1922 entre le ministre des travaux publics, agissant au nom de l'État, et Victor-Auguste Godinet, président du conseil d'administration, qui était par ailleurs président de la Société grenobloise de force et lumière, devenue Société générale de force et lumière le 2 mars 1912. 
La STEDA s'appuie sur la ligne à haute tension de 50 000 volts installée dès 1913 par Paul Girod pour relier Albertville, au confluent des usines du Doron de Beaufort et du Bon-Nant, à Lyon, sur fond de lutte entre le Gaz de Lyon et la Société lyonnaise des forces motrices du Rhône, les deux sociétés, qui distribuaient l'électricité à Lyon. Leur accord de 1900 ne fut pas renouvelé laissant la place à une concurrence acharnée, avec guerre de tarifs et recherche de réserves d'énergie.
En termes de lignes à haute tension, la STEDA avait aussi été précédée par l'Énergie électrique du littoral méditerranéen, société qui disposait d'un réseau allant de Cannes à Menton, caractérisé par le prix de revient très bas du courant électrique, qui s'étendra en 1921 jusqu'à Arles et Marseille à l'ouest, et jusqu'à Nice.
Dans les années 1930, le réseau de la société comprend deux lignes en forme de croix. Une première ligne E.-W. à 120 000 volts unit Viclaire et Venthon à Albertville, Aoste, près de Saint-Genix-sur-Guiers, et Vénissieux. Elle s'étend ensuite vers Villefranche, La Mouche et Givors. La section Vénissieux-Givors, en service à partir de mai 1932, avec une ligne à haute tension de 150 000 volts, sera prolongée sur Saint-Étienne. 
Une deuxième ligne N.-S. croise la précédente au poste de coupure et de transformation d'Aoste. Le tronçon Aoste, Burcin, Beaumont-Monteux par La Sône et Pizançon est à 120-150 000 volts et en service depuis 1931. Le tronçon Aoste, Bellegarde, Pougny-Chancy a été demandé en concession. 
La STEDA assure ou assurera la liaison :
– des usines de Savoie avec les centres de Lyon ;
– de la région de Saint-Étienne, avec les réseaux Rhône-Jura.